# OT: la película
OT: la película es una película documental española dirigida por Jaume Balagueró y Paco Plaza.

## Sinopsis
OT: la película se centra en la vida de los cantantes de la primera edición del programa español Operación Triunfo durante la gira que realizaron por toda España. En clave documental, se analiza también el fenómeno fans. Para ello, un equipo técnico acompañó a los artistas durante toda la gira, viajando con ellos en autocar y asistiendo a los conciertos en diversas de las ciudades españolas.